# Liten vedpricklav
Liten vedpricklav (Arthonia ligniariella) är en lavart som beskrevs av Coppins. Liten vedpricklav ingår i släktet Arthonia och familjen Arthoniaceae.  Arten är reproducerande i Sverige. Inga underarter finns listade i Catalogue of Life.